# Mycosphaerella ribis
Mycosphaerella ribis är en svampart som först beskrevs av Karl Wilhelm Gottlieb Leopold Fuckel, och fick sitt nu gällande namn av Gustav Lindau 1903. Mycosphaerella ribis ingår i släktet Mycosphaerella och familjen Mycosphaerellaceae.   Inga underarter finns listade i Catalogue of Life.
I den svenska databasen Dyntaxa används istället namnet Mycosphaerella aurea för samma taxon.  Arten är reproducerande i Sverige.